# Vega (månkrater)
För andra betydelser, se Vega (olika betydelser).
Vega är en nedslagskrater på månen. Vega har fått sitt namn efter matematikern Jurij Vega
Kratern har en diameter på ungefär 73 km.

## Satellitkratrar
| Vega | Latitud | Longitud | Diameter |
| ---- | ------- | -------- | -------- |
| A    | 47.2° S | 65.3° Ö  | 12 km    |
| B    | 46.2° S | 63.5° Ö  | 30 km    |
| C    | 45.2° S | 64.8° Ö  | 21 km    |
| D    | 44.7° S | 64.3° Ö  | 25 km    |
| G    | 44.4° S | 62.4° Ö  | 11 km    |
| H    | 44.5° S | 60.1° Ö  | 6 km     |
| J    | 45.6° S | 59.9° Ö  | 19 km    |